# جان اوسالیوان (دوچرخه‌سوار)
جان اوسالیوان (انگلیسی: John O'Sullivan؛ زادهٔ ۱۹۳۳) دوچرخه‌سوار اهل استرالیا است. وی در بازی‌های المپیک تابستانی ۱۹۵۶ شرکت کرده‌است.